# 日下部ゆいこ
日下部ゆいこ （くさかべ ゆいこ、1月13日 - ）は、日本のモデル、女優である。旧芸名、菅由彩子（かん ゆいこ）。既婚。神奈川県出身。ニュートラルマネジメント（NMT inc.）所属。

## 人物
血液型はB型。特技はテニスとピアノ。

## 出演

### テレビドラマ
- 花より男子（TBS系）
- 世にも奇妙な物語・秋の特別編（フジテレビ系・2007年10月2日） - 「カウントダウン」女性レポーター役
- 華麗なるスパイ（2009年7月-、日本テレビ）- 秘密諜報部の女性（受付嬢） 役

### 映画
- バックダンサーズ!（2006年）
- ワイルドスピードX3 TOKYO DRIFT（2006年）

### CM
- アートネイチャー「ヘアフォーライフ アルトナ」
- グッドウィル「モバイト.com」
- 東京ディズニーシー
- 江崎グリコ「ポッキー」
- ベネッセコーポレーション「たまごクラブ・ひよこクラブ・こっこクラブ」
- NEC「ドコモ タブレット MEDIAS TAB N-06D」

### 舞台
- 劇団マツモトカズミ第三回公演 「読モの掟!　結婚の偏差値舞台編スピンオフ」（2014年5月28日 - 6月1日、新宿村LIVE）
- 劇団マツモトカズミ第四回公演「結婚の偏差値II DEAD OR ALIVE」（2014年9月10日 - 23日、新宿村LIVE）

### その他
- お天気キッス!（e-天気.net、2007年6月 - 2008年3月）
- back number「思い出せなくなるその日まで」 - ジャケット・PV